# 贺振新
贺振新（1916年—1966年12月12日），中国人民解放军将领、中国人民解放军开国少将。
曾任中国人民解放军军事工程学院炮兵工程系副主任。1955年，授予中国人民解放军少将。